# ВісКон
ВісКон або Віскон (англ. WisCon, Wiscon) — вісконсинська науково-фантастична конвенція, найстарша та, як часто кажуть, всесвітньо провідна феміністична науково-фантастична конвенція. Спонсором заходу є Товариство просування та вивчення фентезі та наукової фантастики (англ. Society for the Furtherance and Study of Fantasy and Science Fiction, скорочено — (SF)3). ВісКон щорічно збирає жінок, чоловіків та людей інших ґендерів: фанатів, письменників, редакторів, видавців, філологів та художників зі всього світу, щоб обговорювати наукову фантастику та фентезі з акцентом на питаннях фемінізму, гендерної ідентичності, раси та соціального класу. Зараз конвенція проходить щорічно у травні під час чотириденних вихідних Дня пам'яті. Під час конвенції у п'ятницю зранку проходять майстер-класи від письменників.
Вперше була проведена у місті Медісон, штат Вісконсин, США, у лютому 1977 року, після того, як група фанатів, відвідавши 34-ту конвенцію Worldcon 1976 року у Канзас-Сіті, штат Міссурі, вирішили створити схожу конвенцію, але щоб основною темою заходу був фемінізм.

## Почесні гості
З моменту заснування ВісКон щороку запрошувала щонайменше одну почесну гостю (англ. Guest of Honor). Почесні гості відвідують конвенцію, керують та беруть участь у програмі, а також виступають з промовою на церемонії у свою честь. Ювілейну 30-ту ВісКон (26-29 травня 2006 року) відвідали 39 попередніх почесних гостей. На 40-й ВісКон було запрошено третю почесну гостю Нало Гопкінсон, яка вже була почесною гостею на 26-му заході.
| №  | Рік  | Дати проведення | Почесні гості |
| -- | ---- | --------------- | --- |
| 1  | 1977 | 11-13 лютого    | Кетрін Маклін, Аманда Банкієр (англ. Amanda Bankier) |
| 2  | 1978 | 17-19 лютого    | Вонда Мак-Інтайр, Сьюзен Вуд |
| 3  | 1979 | 2-4 лютого      | Сюзі Маккі Чарнас, Джон Варлі, Джина Кларк (англ. Gina Clarke) |
| 4  | 1980 | 7-9 березня     | Джоан Д. Вінжі, Октавія Батлер, Дейвід Гартвелл, Беверлі Дівіз (англ. Beverly DeWeese)                                                                                  |
| 5  | 1981 | 6-8 березня     | Челсі Квін Ярбро, Дональд та Елсі Воллгайм (англ. Elsie Wollheim), Роберт та Хуаніта Коулсон, Кетрін Маккленеген, Стівен Вінсент Джонсон (англ. Steven Vincent Johnson) |
| 6  | 1982 | 5-7 березня     | Террі Карр, Сюзетт Гейден Елджін |
| 7  | 1983 | 4-7 березня     | Марта Рендолл, Лі Кіллоу |
| 8  | 1984 | 24-25 лютого    | Елізабет Е. Лінн, Джессіка Аманда Сельмонсон |
| 9  | 1985 | 22-24 лютого    | Ліза Таттл, Алісія Остін |
| 10 | 1986 | 21-23 лютого    | Челсі Квін Ярбро, Сюзетт Гейден Елджін |
| 11 | 1987 | 20-22 лютого    | Конні Вілліс, Семюел Ділейні, Еведон Керол |
| 12 | 1988 | 19-21 лютого    | Роберта Мак-Евой, Джордж Р. Р. Мартін, Стю Стіффмен (англ. Stu Shiffman)                                                                                                |
| 13 | 1989 | 17-19 лютого    | Ґарднер Дозуа, Пет Кедіген |
| 14 | 1990 | 9-11 березня    | Ієн Бенкс, Емма Булл |
| 15 | 1991 | 1-3 березня     | Пет Мерфі, Пемела Сарджент |
| 16 | 1992 | 6-7 березня     | Говард Волдроп, Тріна Роббінс |
| 17 | 1993 | 5-7 березня     | Крістін Кетрін Раш, Лоїс Макмастер Буджолд |
| 18 | 1994 | 4-6 березня     | Карен Джой Фаулер, Мелінда М. Снодграсс, Джеймс Френкель |
| 19 | 1995 | 26-29 травня    | Барбара Гемблі, Шерін Маккрамб, Нікола Гріффіт |
| 20 | 1996 | 24-27 травня    | Урсула Ле Ґуїн, Джудіт Мерріл |
| 21 | 1997 | 23-26 травня    | Мелісса Скотт, Сюзанна Стьорджіс (англ. Susanna Sturgis) |
| 22 | 1998 | 22-25 травня    | Шері С. Теппер, Делія Шерман, Еллен Кушнер |
| 23 | 1999 | 28-31 травня    | Террі Віндлінг, Мері Доріа Расселл |
| 24 | 2000 | 26-29 травня    | Чарльз де Лінт, Джоанн Гомолл |
| 25 | 2001 | 25-28 травня    | Ненсі Кресс, Елізабет Вонарбург |
| 26 | 2002 | 24-27 травня    | Нало Гопкінсон, Ніна Кірікі Гоффман |
| 27 | 2003 | 23-26 травня    | Керол Емшвіллер, Чайна М'євіль |
| 28 | 2004 | 28-31 травня    | Патриція Маккілліп, Елінор Арнасон |
| 29 | 2005 | 27-30 травня    | Гвінет Джоунс, Робін Маккінлі |
| 30 | 2006 | 26-29 травня    | Кейт Вільгельм, Джейн Йолен |
| 31 | 2007 | 25-28 травня    | Келлі Лінк, Лорі Дж. Маркс |
| 32 | 2008 | 23-26 травня    | Л. Тіммел Душам, Морін Ф. Макг'ю |
| 33 | 2009 | 22-25 травня    | Еллен Клейджіс, Джефф Раймен |
| 34 | 2010 | 28-31 травня    | Мері Енн Моганрадж, Ннеді Окорафор |
| 35 | 2011 | 26-30 травня    | Нісі Шоул |
| 36 | 2012 | 25-28 травня    | Андреа Хейрстон, Деббі Ноткін (англ. Debbie Notkin) |
| 37 | 2013 | 24-27 травня    | Джоан Слончевськи, Джо Волтон |
| 38 | 2014 | 23-26 травня    | Хіромі Ґото, Нора К. Джемісін |
| 39 | 2015 | 22-25 травня    | Алая Дон Джонсон, Кім Стенлі Робінсон |
| 40 | 2016 | 27-30 травня    | Жюстін Ларбалестіер, Софія Саматар, Нало Гопкінсон |
| 41 | 2017 | 25-29 травня    | Амаль Ель-Мохтар, Келлі Сью Деконнік |
| 42 | 2018 | 25-28 травня    | Саладін Ахмед, Тананарів Дю |
| 43 | 2019 | 24-27 травня    | Гвендолін Віллоу Вілсон, Чарлі Джейн Андерс |

## Організації та нагороди

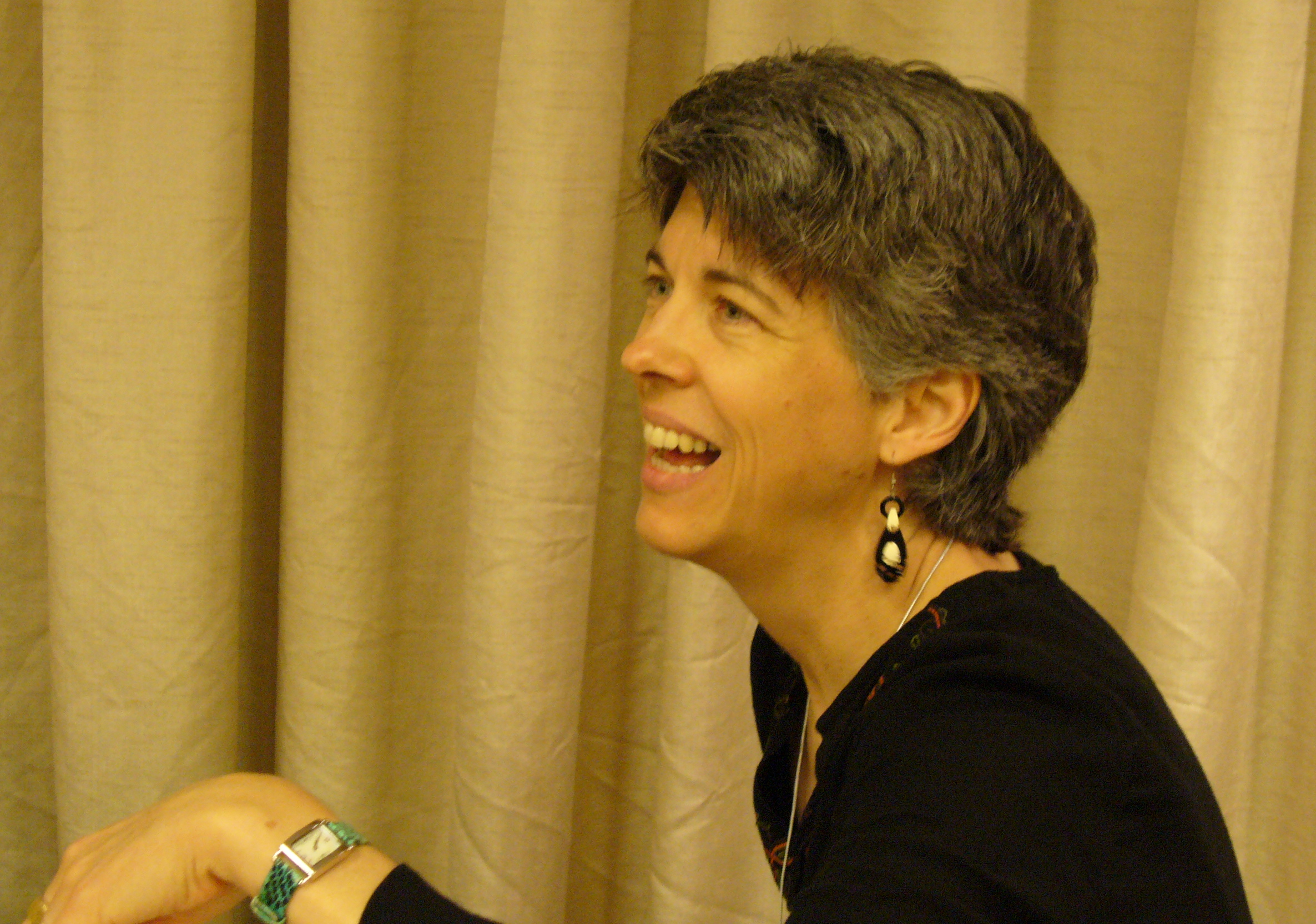
Емма Булл на ВісКон у 2006 році. Фото.

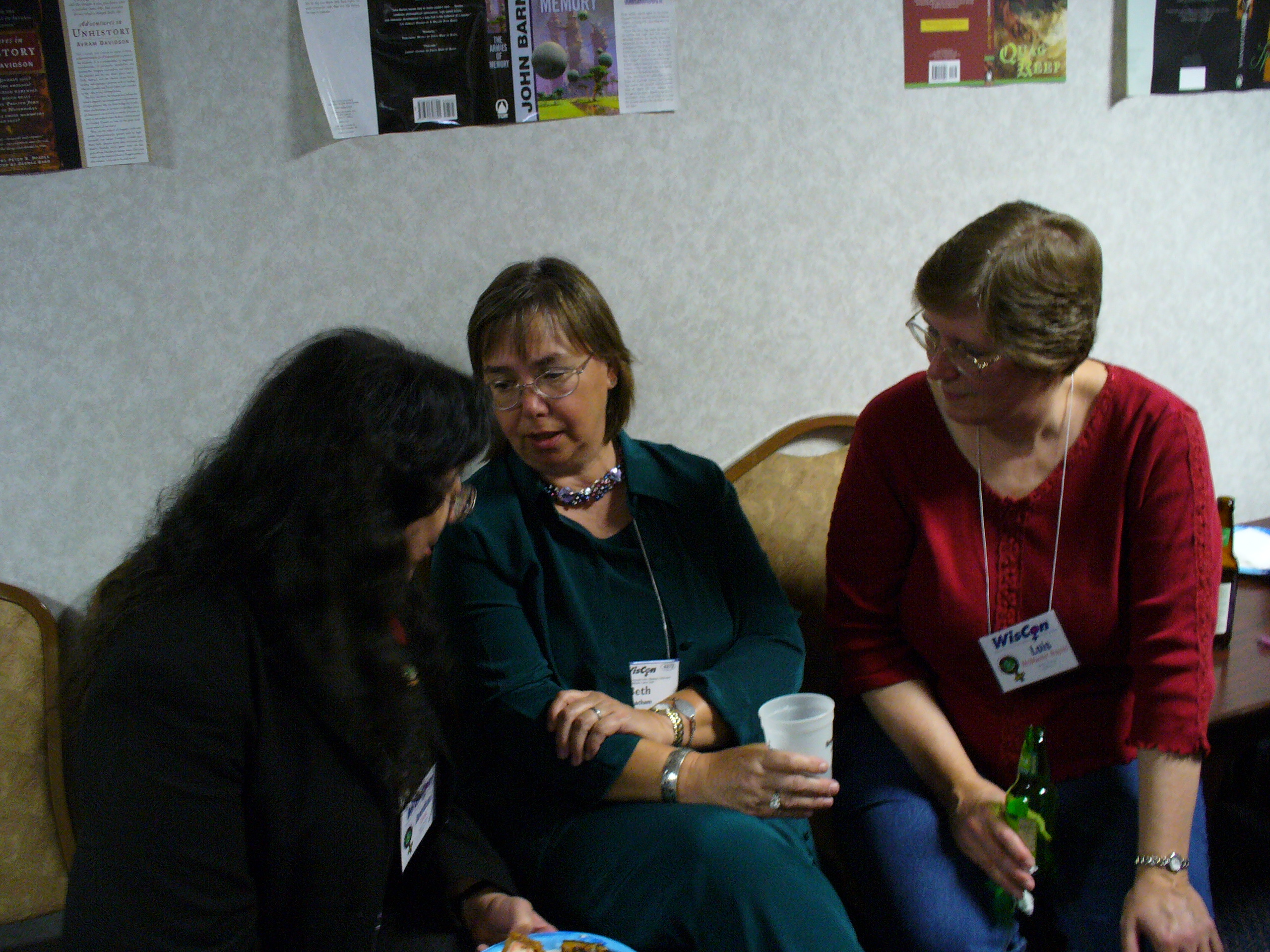
, і Лоїс Макмастер Буджолд на 30-й ВісКон у 2006 році

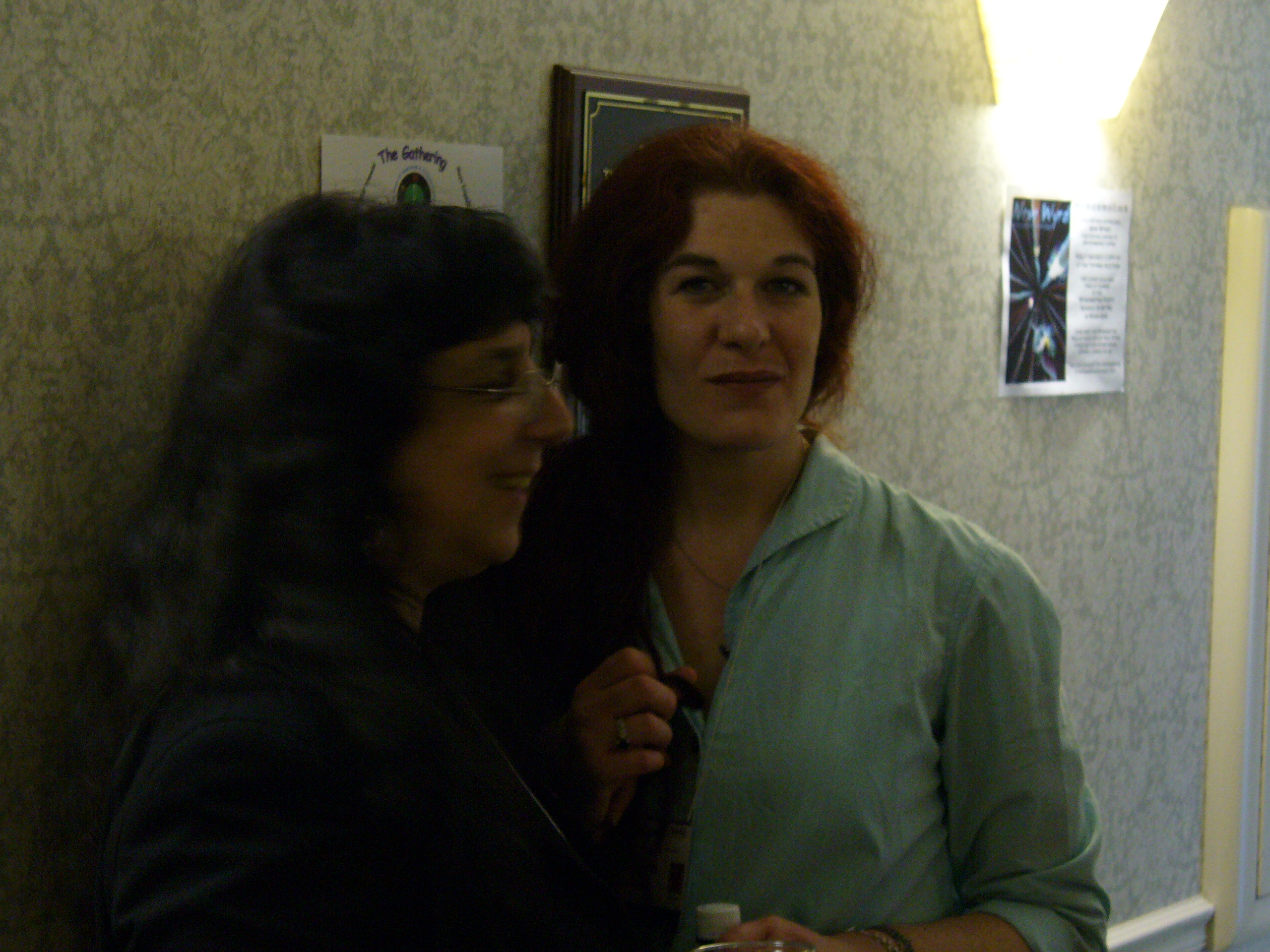
та Шерін Новембер на 30-й ВісКон у 2006 році

Було створено декілька нагород та організацій під час ВісКон або після обговорення на ній. Багато з цих відгалужень все ще підтримують тісний зв'язок з конвенцією, організовуючи вечірки або панельні дискусії з акцентом на їхніх сферах інтересу.
Меморіальна премія Джеймса Тіптрі-молодшого, щорічна літературна нагорода за науково-фантастичні та фентезійні твори, які розширюють або досліджують розуміння ґендерних питань, була вперше обговорена у рамках промови почесної гості Пет Мерфі на 15-й ВісКон у 1991 році. Концепція виникла на попередній ВісКон частково через те, що всі науково-фантастичні нагороди були названі на честь чоловіків, тому вони вирішили назвати премію на честь чоловіка, який насправді був жінкою. Джеймс Тіптрі-молодший — це псевдонім письменниці Еліс Бредлі Шелдон. Церемонія нагородження премії Джеймса Тіптрі-молодшого проводилася і на інших конвенціях, але зазвичай проходить на ВісКон.
Товариство Карла Брендона було засноване у 1999 році після обговорення на 23-тій ВісКон, що стосувалося раси, расизму, наукової фантастики та фенезі. Ця організація присвячена відображенню людей кольору у науковій фантастиці, фентезі та фантастиці жахів. У 2005 році вони створили премію «Паралакс» (англ. Parallax Award), якою нагороджуються фантастичні твори самоідентифікованих людей кольору. Того ж року вони заснували Споріднену премію (англ. Kindred Award), яку вручають за фантастичні твори, у яких підіймаються питання раси та етнічності; номінанти нагороди можуть належати до будь-якої расової чи етнічної групи.
Створення організації Широкий всесвіт (англ. Broad Universe) було вперше обговорено на 24-й ВісКон у 2000 році. Головне призначення цієї організації — у просуванні творів у жанрах наукової фантастики, фентезі та фантастики жахів, написаних жінками. З того часу вона перетворилася на некомерційну організацію з інформаційним бюлетнем та іншими виданнями, які публікуються онлайн, і подкастом. Організація часто бере участь у багатьох конвенціях, щоб продавати книги, написані її членкинями, та надавати інформацію та допомагати в організації підтримки жінок у написанні, редагуванні та виданні творів у жанрах наукової фантастики, фентезі, фантастики жахів та інших фантастичних жанрах.

## Книги про ВісКон
У 2007 році видавництво «Акведук Пресс» почало публікувати серію книг під назвою «Хроніки ВісКон» (англ. WisCon Chronicles):
- 2007 — «Хроніки ВісКон: Випуск 1» (англ. The WisCon Chronicles: Vol. 1), ISBN 978-1-933500-14-0, ред. Л. Тіммел Душам[en][11]
- 2008 — «Хроніки ВісКон: Випуск 2: Провокаційні есеї про фемінізм, расу, революцію та майбутнє» (англ. The WisCon Chronicles: Volume 2: Provocative essays on feminism, race, revolution, and the future), ISBN 978-1-933500-20-1, ред. Л. Тіммел Душам та Ейлін Ґанн[en][12]
- 2009 — «Хроніки ВісКон: Випуск 3: Карнавал феміністичної НФ» (англ. The WisCon Chronicles: Vol. 3: The Carnival of Feminist SF), ISBN 978-1-933500-30-0, ред. Ліз Генрі[en][13]
- 2010 — «Хроніки ВісКон: Випуск 4: Голоси ВісКон» (англ. The WisCon Chronicles: Vol. 4: Voices of WisCon), ISBN 978-1-933500-40-9, ред. Сильвія Келсо[en][14]
- 2011 — «Хроніки ВісКон: Випуск 5: Письменництво та расова ідентичність» (англ. The WisCon Chronicles: Volume 5: Writing and Racial Identity), ISBN 978-1-933500-73-7, ред. Нісі Шоул[en][15]
- 2012 — «Хроніки ВісКон: Випуск 6: Майбутнє фемінізму та фендому» (англ. The WisCon Chroncles 6: Futures of Feminism and Fandom), ISBN 9781619760080, ред. Алексіс Лотіан (англ. Alexis Lothian)
- 2013 — «Хроніки ВісКон: Випуск 7: Розбиваючи ейблістські розповіді» (англ. The WisCon Chroncles 7: Shattering Ableist Narratives), ISBN 9781619760424, ред. ДжоСелль Вандергуфт (англ. JoSelle Vanderhooft)[16]

2009 року вийшла книга Гелен Меррік (англ. Helen Merrick) «Таємна група змовниц-феміністок» (англ. The Secret Feminist Cabal, ISBN 978-1-933500-33-1), яка стала номінантом на премію «Г'юго» 2010 року. Вона містить декілька згадувань та описів ВісКон та проектів, пов'язаних з нею, — Меморіальної премії Джеймса Тіптрі-молодшого, Товариства Карла Брендона, Широкого всесвіту.